# رویس هال

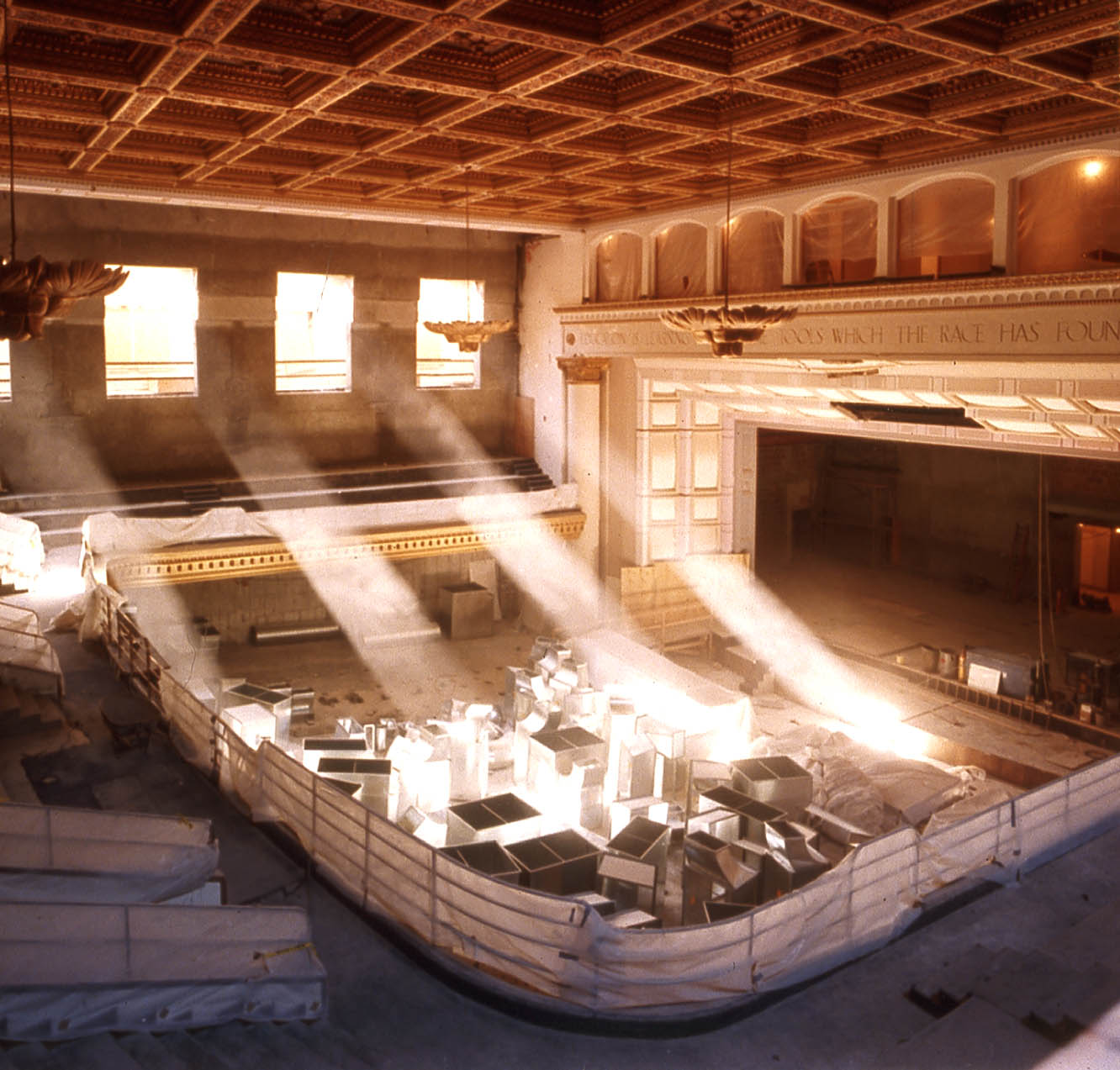
رویس هال درحال نوسازی در اثر آسیب‌های زمین لرزه نورت‌ریج در سال ۱۹۹۵

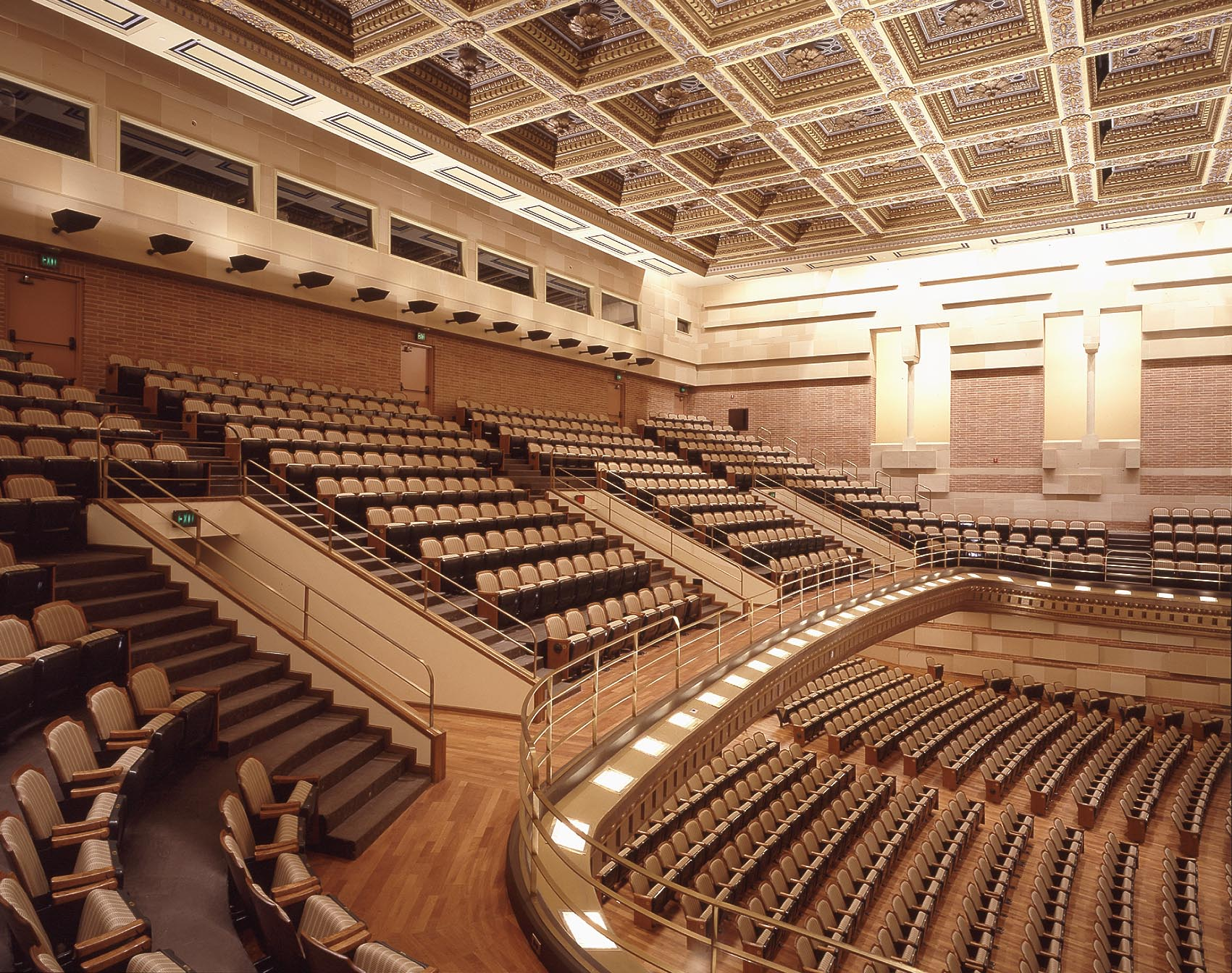
رویس هال پس از باز سازی در ۱۹۹۸

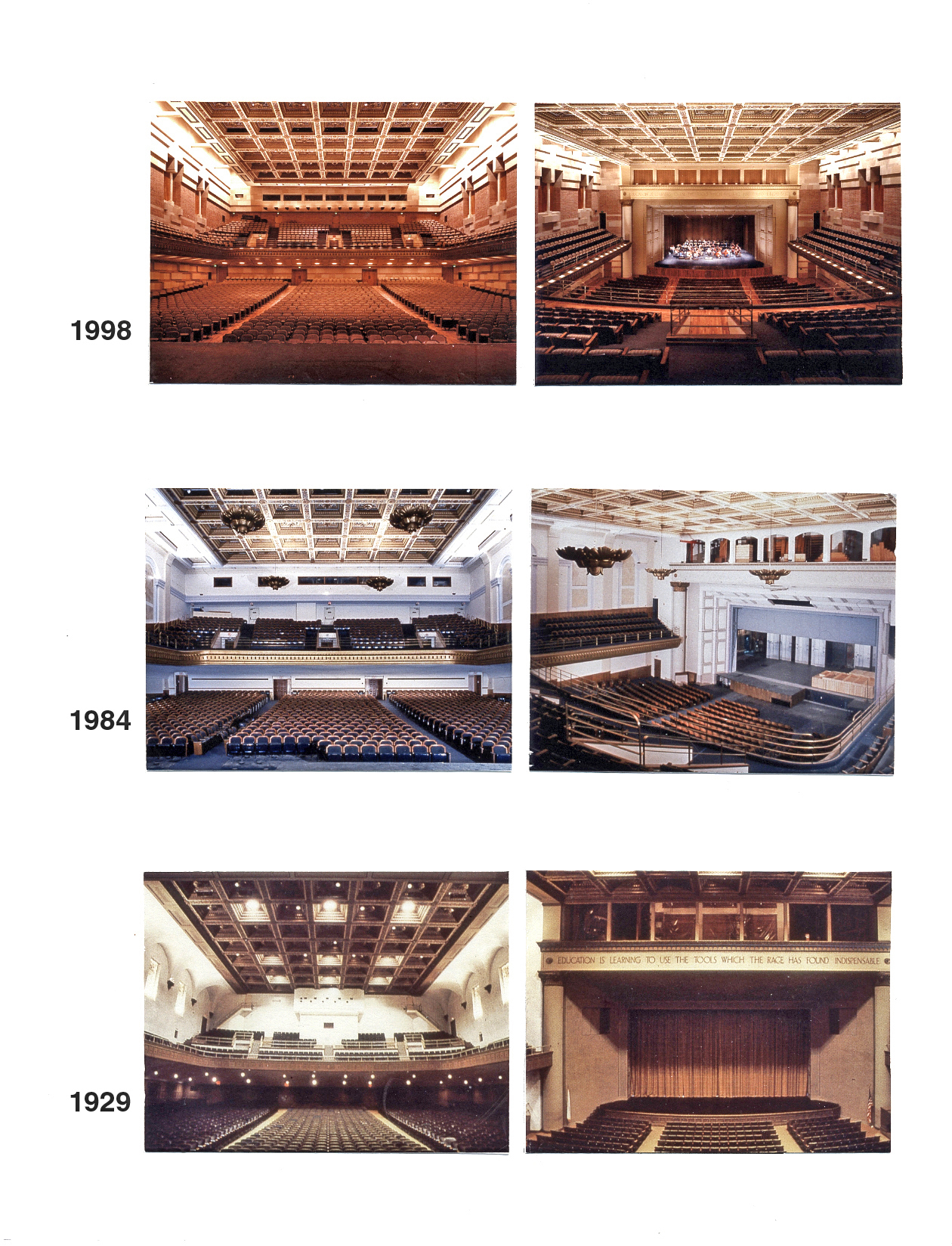
مقایسهٔ تغییرات در فاصله سالهای ۱۹۲۹، ۱۹۸۴ و ۱۹۹۸

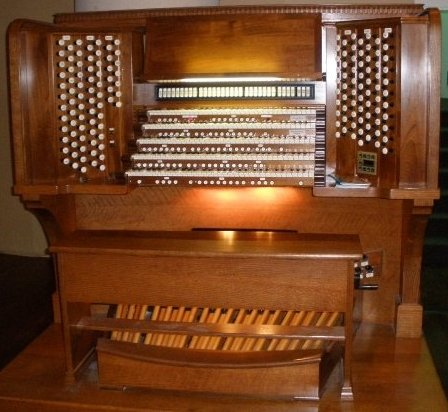
ارگ بادی رویس هال

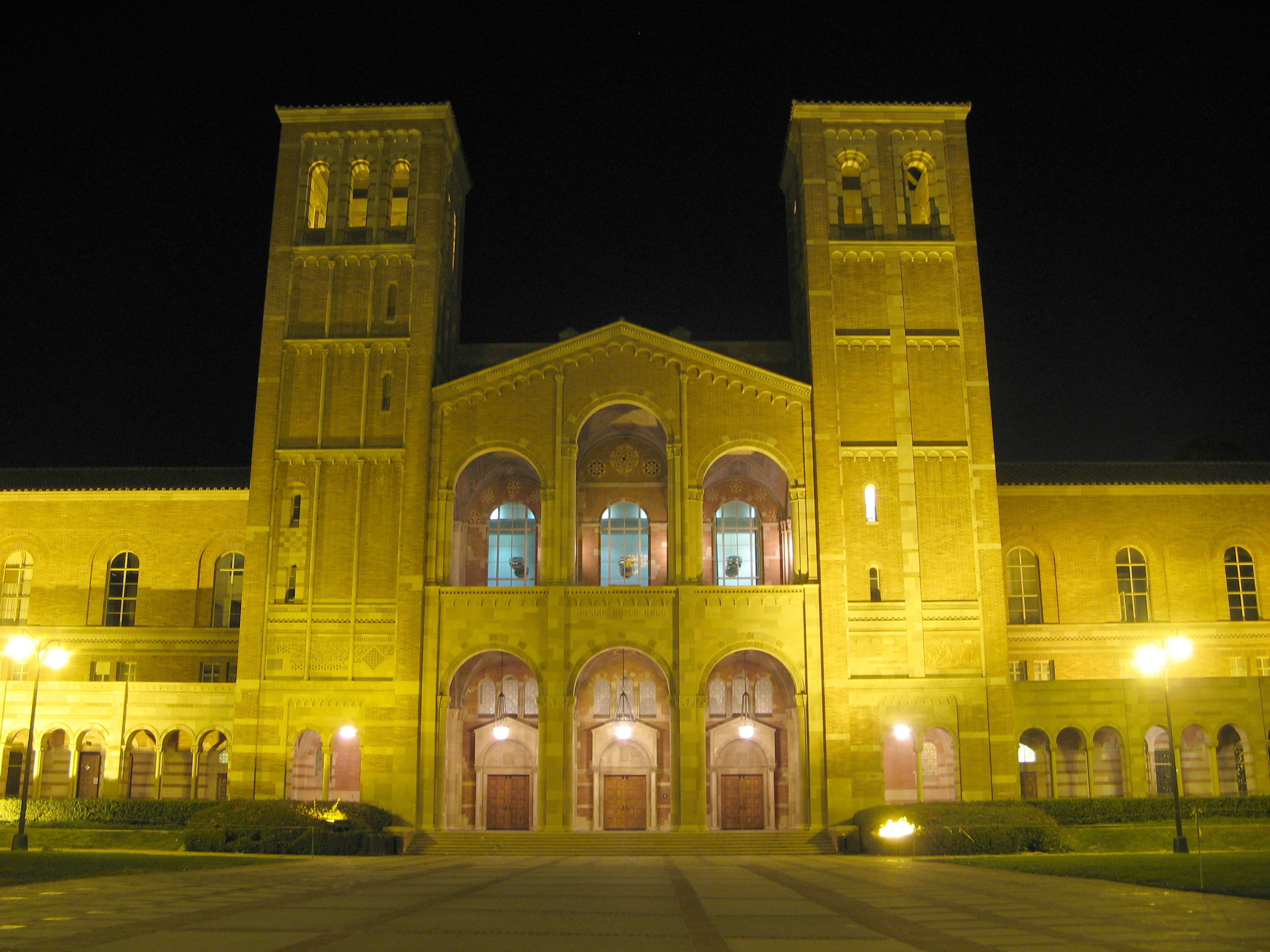
رویس هال در شب

رویس هال (انگلیسی: Royce Hall) یا تالار رویس یک آمفی تئاتر و همچنین تالار اجرای زندهٔ موسیقی است که در دانشگاه کالیفرنیا، لس آنجلس (UCLA) قرار دارد. تاریخچه روند ساخت و تکمیل این سالن اجتماعات به سالهای پایانی دههٔ ۱۹۳۰ بر می‌گردد که در سال ۱۹۲۹ به‌طور رسمی گشایش یافت. طراحی آن توسط دیوید آلیسون و با الهام از کلیسای سانتا آمبروگیو (Sant'Ambrogio) در شهر میلان ایتالیا صورت گرفت و اکنون به عنوان یکی از چهار ساختمان اصلی و همچنین از نمادهای دانشگاه کالیفرنیا، لس آنجس (UCLA) به‌شمار می‌رود.

## تاریخچه
رویس هال در سال ۱۹۲۹ به عنوان یکی از اولین سازه‌های پردیس دانشگاه کالیفرنیا توسط دیوید آلیسون، با طراحی متأثر از معماری رومی کلیسایی در شهر میلان ساخته و نام جوزیا رویس که از فیلسوفان و نظریه پردازان آمریکا و همچنین فارغ‌التحصیل دانشگاه برکلی سان فرانسیسکو بود، برای آن انتخاب شد. اولین اجرای هنری در سالن رویس با اجرای گروهی متشکل از آهنگسازان به نام آن دهه یعنی جورج گرشوین، دوک الینگتون، آرنولد شونبرگ و جیمی دورسی بر روی صحنه رفت. سخنرانی آلبرت انیشتین در سال ۱۹۳۲ از دیگر اتفاقات مهمی بود که باعث شهرت یافتن هرچه بیشتر این سالن در میان مردم شد. در سپتامبر ۱۹۳۵، پس از گذشت هفت سال از گشایش پردیس هنری دانشگاه و با وجود اینکه ساختمان رویس هال هنوز در کنار چراگاه گوسفندان (جایی که ساکنان اطراف، آن را دهات می‌نامیدند) قرار داشت، جورج گرشوین برای دومین بار و به تنهایی بر روی صحنهٔ رویس هال به اجرای موسیقی پرداخت و مورد توجه قرار گرفت. در سال بعد، رابرت اسپرول رئیس دانشگاه کالیفرنیا، کمیتهٔ نظارت بر برنامه‌ریزی دانشگاه را ایجاد کرد که حاصل این اتفاق باعث برگزاری اولین دورهٔ جشنوارهٔ هنری رویس هال در سال ۱۹۳۷ شد. این دوره شامل کنسرت بزرگ مارین اندرسون، اجرای گروه کوارتت زهی بوداپست و اجرای ارکستر فیلارمونیک لس آنجلس می‌شد. همچنین در این سال، دوک الینگتون با ارکستر خود و با اهنگ‌هایی از آرنولد شونبرگ دوباره بر روی صحنهٔ رویس هال ظاهر شدند.

### بازسازی
در اثر وقوع زمین‌لرزه ۱۹۹۴ نورت‌ریج، آسیب‌های زیادی به رویس هال وارد شد. پس از این زمین لرزه، رویس هال تا سال ۱۹۹۸ در طول چهار سال مورد بازسازی و مقاوم‌سازی ۷۰٫۵ میلیون دلاری قرار گرفت کا با تقویت گستردهٔ اسکلت، توسعهٔ بخش‌های عملکردی و در نتیجه ایجاد حفاظت‌های اساسی، سازه ای جدید درون ساختمان قدیمی قرار داد.

## معماری
نمای بیرونی رویس هال با الهام از معماری کلیسای سانتا امبروگیو در شهر میلان ایتالیا ساخته شده در قرن یازدهم میلادی در سبک لومپارد رومی است. سالن رویس زمانی که به عنوان مرکز اصلی اجتماعات در دانشگاه مورد استفاده قرار می‌گرفت به نماد آرمان‌های دانشگاهی و فرهنگی آن زمان مبدل شد. رویس هال بیش از نیم قرن و تا سال ۱۹۸۲ به عنوان سالن اجتماعات و با طراحی آکوستیک که مختص سخنرانی بود استفاده می‌شد، ولی اصلاحاتی در این سال در آن ایجاد شد. انجام این اصلاحات، رویس هال را به یکی از سالن‌های مهم اجرای موسیقی در لس آنجلس و همچنین مهمترین مرکز هنرهای نمایشی دانشگاهی در منطقه بدل کرد. امروزه، معماری قرینه این سازه به عنوان برجسته‌ترین مشخصهٔ دانشگاه کالیفرنیا شمرده می‌شود.